# Alexander R. Galloway
Alexander R. Galloway   (1974) és autor i professor del Departament de Mitjans de Comunicació, Cultura i Comunicació de la Universitat de Nova York. És llicenciat en cultura moderna i mitjans de comunicació per la Universitat de Brown i va obtenir un doctorat. a Literatura per la Universitat de Duke el 2001. Galloway és conegut pels seus escrits sobre filosofia, teoria dels mitjans, art contemporani, cinema i videojocs.

## Obra
El primer llibre de Galloway, Protocol: How Exists Control After Descentralization, és un estudi de les xarxes d'informació i els seus efectes polítics i computacionals. Identifica protocols com TCP / IP i HTTP com a mitjans de control que regeixen les interaccions de les persones amb Internet. Els seus altres escrits publicats examinen el cinema negre, els videojocs, l'art del programari, el hacktivisme i l'estètica digital. Galloway ha dut a terme diversos seminaris a través de The Public School NYC, inclòs "French Theory Today", i ha traduït l'obra del filòsof François Laruelle i del col·lectiu Tiqqun.
Galloway també és programador i artista. És membre fundador del Radical Software Group (RSG), i entre els seus projectes artístics s'inclouen Carnivore (guardonat amb Nica d’Or a Ars Electronica 2002) i Kriegspiel (basat en un joc de guerra dissenyat originalment per Guy Debord). Galloway va ser resident d’honor Eyebeam i més tard es va convertir en membre del seu consell assessor.
El 2013 Galloway, juntament amb Eugene Thacker i McKenzie Wark, van publicar el llibre Excommunication: Three Inquiries in Media and Mediation. A la inauguració del llibre, els autors es pregunten: "Existeix tot el que existeix per presentar-lo i representar-lo, per intervenir-lo i corregir-lo, per comunicar-lo i traduir-lo? Hi ha situacions de meditació en què l’heretgia, l'exili o el desterrament comporten el dia, no la repetició, la comunió o la integració. Hi ha certs tipus de missatges que afirmen que "ja no hi haurà més missatges". Per tant, per a cada comunicació hi ha una excomunió correlativa". Aquest enfocament s'ha anomenat "New York School of Media Theory".